# Taste of Paradise
「Taste of Paradise」（テイスト・オブ・パラダイス）は、高梨奈緒の楽曲。大森祥子が作詞、山口朗彦が作曲を手掛けた。喜多村英梨が、テレビアニメ『お兄ちゃんのことなんかぜんぜん好きじゃないんだからねっ!!』のヒロイン・高梨奈緒名義で2011年1月26日にスターチャイルドからシングルとして発売された。

## 音楽性
本曲は、テレビアニメ『お兄ちゃんのことなんかぜんぜん好きじゃないんだからねっ!!』のオープニングテーマに起用された。作風および視聴者の想いを音にした軽快なポップ・チューンで、メロディがなくても作品の内容が分かるような構成に仕上がっている。そのためレコーディング時は高梨奈緒の声質と「兄好」の世界観を表現して歌ったという。歌詞には耳に残るフレーズ言葉遊び的なフレーズが含まれているため一聴すると易しいように感じるが、実際はテンポが一定で息継ぐ箇所が少ないため過呼吸に陥り易い曲になっている。ちなみに喜多村は「兄好」のヒロイン、高梨奈緒になりきって歌ったためさほど苦労することはなかったという。
シングルの2曲目「YELL〜ホイッスルはその胸に〜」は、喜多村自身カップリングを気に入っていたこともあり、『喜多村英梨の「お兄ちゃんのことなんかぜんぜん好きじゃないんだからねっ!!」を宣伝する番組っ!!』のテーマソングにするよう直談判したという。

## シングル収録内容
| #         | タイトル | 作詞      | 作曲      | 編曲      | 時間  |
| --------- | --- | --------- | --------- | --------- | ----- |
| 1.        | 「Taste of Paradise」(テレビアニメ『お兄ちゃんのことなんかぜんぜん好きじゃないんだからねっ!!』オープニングテーマ) | 大森祥子  | 山口朗彦  | 山口朗彦  | 3:31  |
| 2.        | 「YELL〜ホイッスルはその胸に〜」                                                                                  | うらん    | 河合英嗣  | 河合英嗣  | 3:52  |
| 3.        | 「Taste of Paradise（off vocal ver.）」                                                                           |           | 山口朗彦  |           | 3:31  |
| 4.        | 「YELL〜ホイッスルはその胸に〜（off vocal ver.）」                                                                |           | 河合英嗣  |           | 3:51  |
| 合計時間: | 合計時間: | 合計時間: | 合計時間: | 合計時間: | 14:45 |

## チャート
| チャート（2011年）                | 最高位 |
| --------------------------------- | ------ |
| オリコン                          | 28     |
| Billboard JAPAN Hot Singles Sales | 30     |
| Billboard JAPAN Hot Animation     | 10     |